# Melvin Beaunorus Tolson
Melvin Beaunorus Tolson (Moberly, 6 febbraio 1898 – Dallas, 29 agosto 1966) è stato un poeta, educatore e politico statunitense.

## Biografia
Nato nello stato del Missouri, era uno dei quattro figli del reverendo Alonzo Tolson e Lera (Hurt). Studiò  alla Lincoln High School Kansas City fino al 1919, poi alla Fisk University e alla Lincoln University stato della Pennsylvania, laureandosi con lode nel 1924. Sposò Ruth Southall, donna che conobbe ai tempi in cui frequentava l'università di Lincoln, i due ebbero un primo figlio, Melvin Beaunorus Tolson Junior, che poi diventerà un docente all'università dell'Oklahoma.
Dopo il primo figlio arrivarono altri tre: Arthur Lincoln, Wiley Wilson e Ruth Marie Tolson. Dopo essersi specializzato all'università della Columbia insegnò inglese e comunicazione al Wiley College (1924–1947), città di Marshall, stato del Texas, diventando uno dei docenti più celebri della storia dell'istituto
Fra i suoi allievi ne ebbe alcuni che in seguito si distingueranno nella lotta all'uguaglianza dei diritti civili, James Leonard Farmer Junior ed Heman Sweatt. A partire dal 1947 Tolson insegnò in un'altra università di importanza storica, la Langston University. Alla sua morte il corpo venne seppellito a Guthrie, stato dell'Oklahoma.

## Riconoscimenti
Fu costruito un centro museale a suo nome (Melvin B. Tolson Black Heritage Center) 

## Filmografia
Nel film The Great Debaters del 2007 il suo ruolo fu interpretato dal Premio Oscar Denzel Washington.

## Opere
- Dark Symphony, 1941, pubblicata in The Atlantic
- Rendezvous with America 1944
- Libretto for the Republic of Liberia 1953, una delle sue opere più importanti
- Harlem Gallery 1965